# Belvosia ruficornis
Belvosia ruficornis là một loài ruồi trong họ Tachinidae.